# 지토조노 마사야
지토조노 마사야(일본어: 地頭薗 雅弥, 1989년 9월 6일 ~ )는 일본의 축구 선수이다.

## 구단 경력
과거 SC 사가미하라에서 활동하였다.